# Křesín (district de Litoměřice)
Pour les articles homonymes, voir Křesín.
Křesín (en allemand : Kschesin) est une commune du district de Litoměřice, dans la région d'Ústí nad Labem, en République tchèque. Sa population s'élevait à 339 habitants en 2021.

## Géographie
Křesín est arrosé par l'Ohře, un affluent de l'Elbe, et se trouve à 5 km à l'ouest de Libochovice, à 20 km au sud-est de Litoměřice, à 31 km au sud d'Ústí nad Labem et à 49 km au nord-ouest de Prague.
Située au sud de la région d'Usti nad Labem, la commune est limitée au nord par Klapý, à l'est par Libochovice, au sud par Evaň et Peruc (district de Louny), et à l'ouest par Koštice (district de Louny).

## Histoire
La première mention écrite du village date de 1226.

## Administration
La commune se compose de deux quartiers :
- Křesín, sur la rive droite de l'Ohře
- Levousy, sur la rive gauche

## Transports
Par la route, Křesín se trouve à 17 km de Louny, à 25 km de Litoměřice, à 41 km d'Ústí nad Labem et à 60 km de Prague.